# Borea
Borea – polska grupa muzyczna wykonująca thrash metal z wpływami death metalu, powstała w Gostyninie na początku 1988 roku z inicjatywy gitarzysty Krzysztofa Gontarka oraz basisty Krzysztofa Stanisławskiego. Wkrótce do zespołu dołączył perkusista Ireneusz Wawrzyniak. W roku 1989 dołączył do grupy i pozostał na stałe gitarzysta i wokalista Artur Banach. Rok później nastąpiła zmiana perkusisty - miejsce Wawrzyniaka zajął Jarosław Dłubisz, perkusista, który swoją karierę za bębnami rozpoczął kilka lat wcześniej w kutnowskiej grupie Battery.
W dwa lata po ostatecznym uformowaniu składu, w roku 1992 zespół podpisał kontrakt płytowy z Morbid Noizz Productions, dla której wydał debiutancki album pt. „Whose Fault”.

## Dyskografia
- 1991 Before You Die (Demo)
- 1993 Whose Fault (LP)
- 2009 Whose Fault  re-edition (CD)